# Caacupé
Caacupé er en by i det centrale Paraguay, med et indbyggertal (pr. 2019) på cirka 56.864. Oprindeligt lå der en bebyggelse fra 1600-tallet, men den nuværende by blev grundlagt i 1770. Caacupé er hovedstad i departementet Cordillera.
Byen er centrum for et romersk-katolsk bispesæde, og den er kendt som hjemsted for Jomfruen fra Caacupé, der æres i byens katedral. Hvert år 8. december afholdes en religiøs fejring til ære for statuetten "Vor Frues mirakler" på byens torv. Figuren stammer fra 1600-tallet og har mirakuløst overlevet en voldsom oversvømmelse; siden er en række mirakler tilskrevet den.